# Блидари (Карлиђеле)
Блидари (рум. Blidari) насеље је у Румунији у округу Вранча у општини Карлиђеле. Oпштина се налази на надморској висини од 219 m.

## Становништво
Према подацима из 2002. године у насељу је живело 663 становника, од којих су сви румунске националности.